# Friedenserziehung

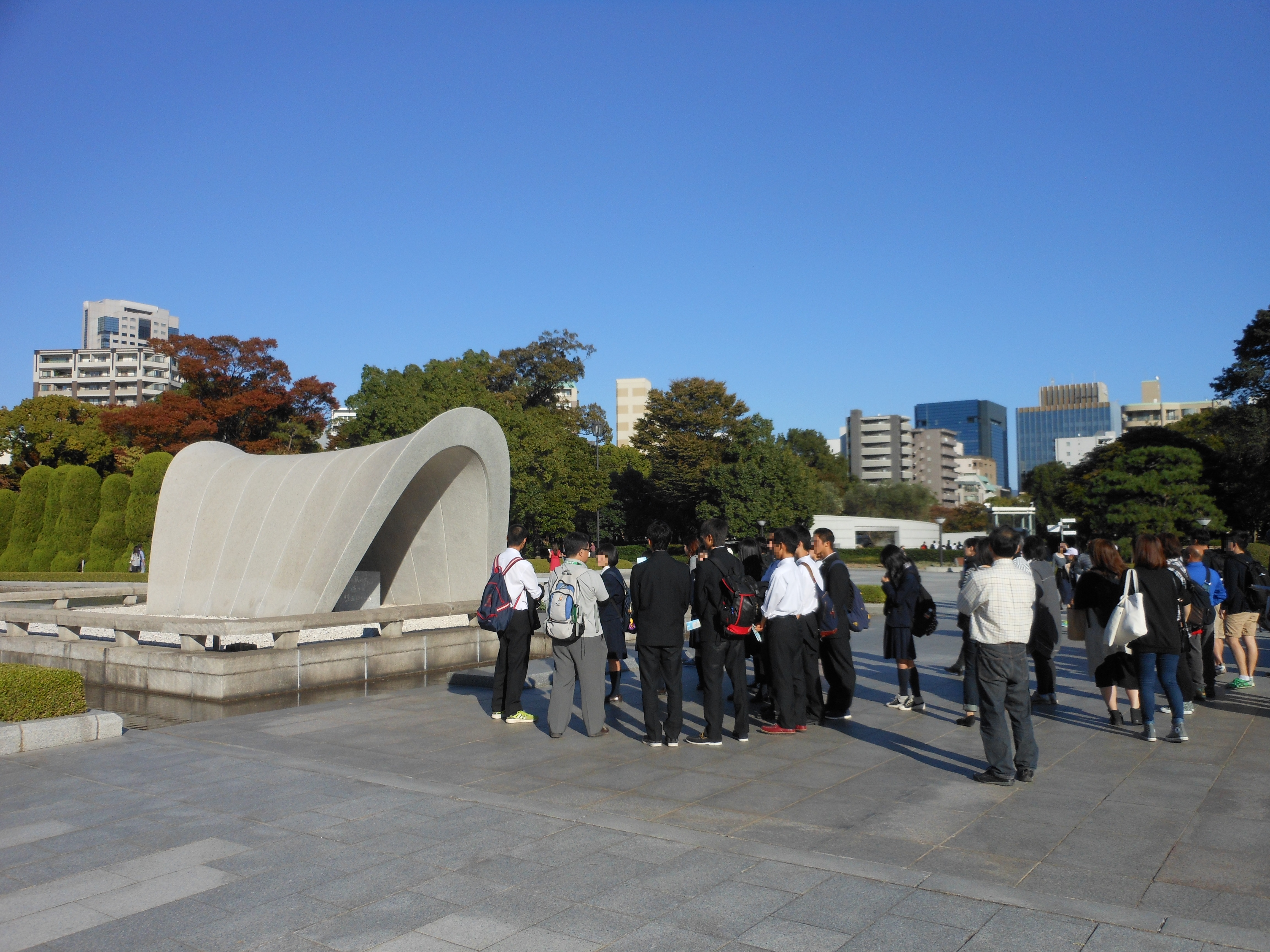
Friedenserziehung im Friedenspark Hiroshima (2015)

Friedenserziehung, auch Friedenspädagogik oder Friedensbildung, ist eine bewusste Erziehung zum Frieden. Sie leitet dazu an, alle Gewalt fördernden Muster und Strukturen frühzeitig wahrzunehmen und in konfliktlösendes Verhalten umzuwandeln. Ziel ist die Überwindung des Krieges, ausgehend von der Erkenntnis, dass alle Kriege in den „Köpfen der Menschen“ entstehen (UNESCO, The Nature of Conflict, 1958).

## Friedenspädagogik

### Aufgabenstellung
Bei der Friedenserziehung geht es vor allem um drei Fragenkomplexe, die sich stets neu als Herausforderung stellen. Diese sind als grober Überblick über die typischen Themen der Friedenspädagogik zu sehen:
1. Der Friedensbegriff: Was sind die Ursachen für Unfrieden und Gewalt? Welche Rolle spielt die menschliche Aggression, welche spielen die sozialen und politischen Verhältnisse? Wie wird Frieden definiert: Abwesenheit von Krieg? Soziale Gerechtigkeit und Menschenrechte? Wodurch ist Frieden erreichbar: Durch Bewusstseinsveränderung? Durch politische Umwälzungen? Durch Arbeit an den kollektiven Tiefenkulturen?
2. Die Aufgaben der Friedenserziehung im Rahmen von Friedensstrategien: Wie ist das Verhältnis der Friedenspädagogik gegenüber der Friedensforschung bzw. gegenüber den Erziehungswissenschaften? Was sind die Möglichkeiten und Grenzen schulischer Friedenserziehung? Genereller gefasst: Wieweit kann Bildung als Friedensstrategie verstanden werden?
3. Die Inhalte und Methoden der Friedenspädagogik: Wie können die großen politischen Fragen mit der Lebenswelt der Adressaten vermittelt werden? Was trägt Friedenserziehung zur Emanzipation der Lernenden bei? Wie sieht die Balance zwischen einem sachzentrierten und einem schülerzentrierten Zugang aus?

### Geschichte
Der Grundgedanke der Friedenserziehung, Menschen durch bewusste Bildung zum Erkennen und Umwandeln von Gewalt anzuleiten, ist eine uralte Idee, die sich in praktisch allen Kulturen der Welt findet. In ihrer modernen Form geht Friedenserziehung auf die europäische Philosophie der Neuzeit im Zeitalter der Aufklärung zurück. Sie wurde seit etwa 1830 als eine der wichtigsten Aufgaben der internationalen Friedensbewegung erkannt und definiert.
Ein Pionier dieser Idee war der Schweizer Jean-Jacques de Sellon (1782–1839). Er wuchs auf in der Tradition des Genfer Calvinismus und war als adeliger Philanthrop Anhänger der Demokratie-Idee von Jean-Jacques Rousseau und der Rechtsstaats-Idee Cesare Beccarias. Wie dieser ging er vom Menschenrecht auf körperliche Unversehrtheit aus und lehnte darum die Todesstrafe ab.
Er übertrug diese Ablehnung auch auf zwischenstaatliche Konflikte und schlug deshalb 1828 erstmals die Abschaffung aller stehenden Heere und ihre Ersetzung durch Milizen vor. 1830 forderte er dies und ein internationales Schiedsgericht in einem offenen Brief. Im selben Jahr gründete er dazu die Societè de la Paix, deren Statut festlegte: Die Abschaffung des Krieges könne nur auf dem „Willen der Völker“ beruhen und sei darum nur durch stetige „Aufklärungsarbeit und bewusste Erziehung zum Frieden“ zu erreichen.
In der Bundesrepublik und in Österreich wurde Friedenspädagogik trotz der Erfahrung der Weltkriege und des NS-Regimes nur zögerlich als Ansatz verfolgt. Zuerst griff sie explizit Ende der 1950er Jahre die Studiengesellschaft für Friedensforschung München als Aufruf zur Völkerverständigung auf. Vorurteile und individuelle Aggression galten als Ursachen für Krieg und Gewalt. Einflussreich war Adornos Plädoyer für eine Erziehung zur Mündigkeit. Hartmut von Hentig hielt 1967 auf dem Evangelischen Kirchentag in Hannover eine bis heute nachwirkende Rede zum Thema Friedenserziehung.
In den 1970er-Jahren kam die sozialwissenschaftliche Wende auch in der Friedenspädagogik zur Geltung. Die Ursachen für Gewalt wurden in gesellschaftlichen Strukturen gesehen, z. B. von Johan Galtung (Strukturelle Gewalt) und in Deutschland von Dieter Senghaas (Organisierte Friedlosigkeit und Zivilisatorisches Hexagon). Eine kritische Friedenserziehung entstand, z. B. bei dem Pädagogen Christoph Wulf. Einen Höhepunkt erreichte sie in der Friedensbewegung in Ost- und Westdeutschland.
Nach 1990 verlagerte sich das Interesse vom Ost-West-Konflikt auf rechtsextreme Gewalt, die Globalisierung, die Bildung zur Nachhaltigkeit und die praktische Erziehung zur gewaltlosen Konfliktlösung, z. B. durch Mediation. Besonders die Probleme einer Befriedung von eroberten Territorien wie Irak und Afghanistan legten die Frage nach den Voraussetzungen einer gesellschaftlichen Friedenskultur nahe. Dem entspricht ein weiterer Ansatz, der sich seit den 1990er-Jahren entwickelt hat und der ebenso wenig als Ablöse oder Gegensatz zu den bisher genannten Richtungen, sondern als Erschließung einer anderen Dimension verstanden werden sollte: die kulturwissenschaftliche Orientierung der Friedenspädagogik, „Erziehung für eine Kultur des Friedens“.

### International
Friedenspädagogik ist heute einerseits als erzieherische Praxis (Friedenserziehung), andererseits als theoretische Arbeit und Reflexion dieser Praxis (Friedenspädagogik im engeren Sinn) in der ganzen Welt verbreitet. Seit den 1970er-Jahren besteht eine Peace Education Commission (PEC) innerhalb der Berufsvereinigung der Friedensforscher, der International Peace Research Association (IPRA). Seit 2004 gibt die PEC ein peer-reviewtes internationales Fachjournal heraus, The Journal of Peace Education. Erwähnenswert ist auch das International Institute on Peace Education (IIPE), das seinen Jahreskongress jeweils in einem anderen Gastland abhält.

### Ziele
Als Ziele von Friedenspädagogik bzw. -erziehung nennt die Literatur unter anderem:
- Friedenskompetenz: Diese meint in etwa, Kenntnisse über Konflikt- und Kriegszusammenhänge anzueignen – also das theoretische Fundament als Basis für das eigene Verständnis.
- Friedensfähigkeit: Damit ist die Fähigkeit gemeint, in der Realität und im Alltag Konflikte friedlich lösen oder entschärfen zu können. Dazu zählen beispielsweise Konfliktfähigkeit, Teamfähigkeit als auch Courage.
- Friedenshandeln: Damit ist kurz gesagt die Fähigkeit gemeint, auf politische Vorgänge so einwirken zu können, dass diese zum friedensdienlichen Handeln gebracht werden können. Dies erstreckt sich von der kommunalen bis hinauf auf internationale Ebenen.

Weiterhin wird eine Kultur des Friedens als Ziel der Friedenspädagogik angegeben; insbesondere von den Vereinten Nationen und der UNESCO.
Weitere Angaben
Der Reformpädagoge Hartmut von Hentig erwähnte in seiner Rede 1967, dass Friedenserziehung neben einigen anderen Punkten „in erster Linie Erziehung zur Politik“ sei. Eine Erziehung zum Frieden diene auch dazu, mit Konflikten leben und konstruktiv umgehen zu können:

„Wenn wir der Jugend beibringen, Konflikte seien ungesund, undemokratisch, unfriedlich, verkehren wir die Logik. Wem Konflikte schlimm sind, dem macht es auch nichts aus, sie gewaltsam zu lösen. [...]“

### Arbeitsfelder
Heute wird Friedenserziehung als ein Komplex verschiedener Arbeitsfelder verstanden, die Antimilitarismus, Kultur des Friedens, Menschenrechtsbildung, Interkulturelles Lernen, Antirassismus, globales Lernen ebenso umfasst wie Erziehung zur Nachhaltigkeit, Gendergerechtigkeit und Umwelterziehung. Ein ganz entscheidendes Feld ist der gewaltfreie Umgang mit Konflikten, wofür sich der Begriff Konflikttransformation eingebürgert hat.
Konflikttransformation:
Durch die Förderung der Kommunikationskompetenz, das Vertrauen in die eigenen Emotionen und durch das Erlernen von konkreten Lösungsansätzen wird ermöglicht, Konflikte gezielt anzugehen, konstruktiv zu bearbeiten und ihr Potenzial zu nutzen. Das Werk von Marshall B. Rosenberg mit seinem Konzept der gewaltfreien Kommunikation ist in dieser Hinsicht bedeutend geworden.
In der Schweiz bieten verschiedene Organisationen Ausbildungen in Konfliktmanagement an. Dies geht von Peacemaker-Projekten des NCBI, wo in Schulklassen Friedensstifter gewählt und geschult werden, zu Ausbildungen wie Go for Peace für Jugendgruppenleiter, Lehrkräfte und Sozialarbeiter bis zu Nachdiplomkursen. Christliche Vereine haben schon eine lange Tradition im Friedensdienst, ebenso wie der Internationale Versöhnungsbund IFOR.

## Kritische Rezeption
Trotz der unbestritten allgemein positiven Sinnauslegung der Begriffe Frieden und Friedenskultur löste die sogenannte „Friedens-Erziehung“ – vor allem während der 1970er-Jahre auf dem Höhepunkt der Pazifismusdebatte und der aus den USA überkommenen New-Games-Bewegung – heftige Kontroversen und hitzige Diskussionen über deren Sinngebung und Vermittlungsmöglichkeiten aus.  Die teils politisch/ideologisch, teils pädagogisch/didaktisch motivierten unterschiedlichen Vorstellungen wurden über harte Auseinandersetzungen in Publikationen und Talkshows ausgetragen, wobei in der politischen Diskussion das angemessene Verhalten in Bedrohungslagen und im didaktischen Diskurs die Frage der Instrumentalisierung des Spiels im Vordergrund standen. Die als methodisches Instrumentarium gedachten sogenannten Neuen Spiele wurden teils begeistert aufgenommen, teils strikt abgelehnt.
Der Pädagoge Andreas Flitner fasste in einem Zeitschriftenartikel von 1986 die wesentlichen Positionen der Kontrahenten in dem Meinungsstreit zusammen, und die Spielwissenschaftler Siegbert Warwitz und Anita Rudolf griffen das Thema im Zusammenhang mit der didaktischen Umsetzung über das Spiel, mit der Problematik des Lerntransfer und der Akzeptanz im Rahmen der Spielkultur auf und ließen dazu Befürworter wie Kritiker der sogenannten Friedensspiele mit ihren Argumenten zu Wort kommen.